# Christoph Bartsch
Christoph Bartsch es un deportista alemán que compitió en bobsleigh en la modalidad cuádruple.
Ganó una medalla de plata en el Campeonato Mundial de Bobsleigh de 1997 y tres medallas en el Campeonato Europeo de Bobsleigh entre los años 1993 y 1997.

## Palmarés internacional
| Campeonato Mundial | Campeonato Mundial   | Campeonato Mundial | Campeonato Mundial |
| Año                | Lugar                | Medalla            | Prueba             |
| ------------------ | -------------------- | ------------------ | ------------------ |
| 1997               | Sankt Moritz (Suiza) | Medalla de plata   | Cuádruple          |
| Campeonato Europeo |                      |                    |                    |
| Año                | Lugar                | Medalla            | Prueba             |
| 1993               | Sankt Moritz (Suiza) | Medalla de plata   | Cuádruple          |
| 1994               | La Plagne (Francia)  | Medalla de bronce  | Cuádruple          |
| 1997               | Königssee (Alemania) | Medalla de bronce  | Cuádruple          |